# Gaskoňsko
Gaskoňsko (gaskoňsky Gasconha, francouzsky Gascogne) je historická oblast v jihozápadní Francii. Do Velké francouzské revoluce byla i jednou z francouzských provincií.

## Historie

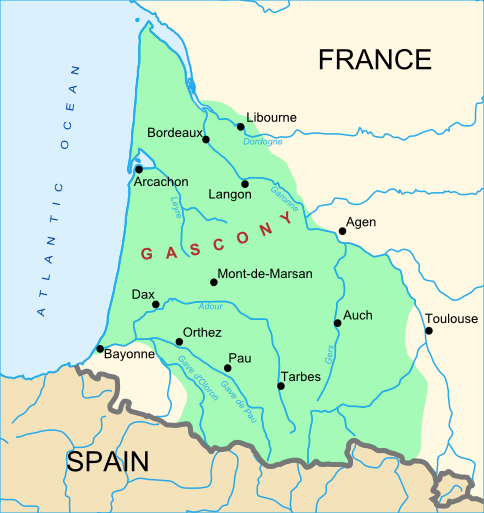
Mapa Gaskoňska

Osídlením a i názvem souvisí s Baskickem, jde původem o jeho severní, francouzskou část. Nacházelo se zde Gaskoňské vévodství.
Na jejím území se rozkládají dnešní regiony Nová Akvitánie a Okcitánie. Gaskoňsko je domovem i pro literární postavy d'Artagnana a Cyrana z Bergeracu.

## Města
- Auch
- Bordeaux
- Bayonne
- Lourdes
- Pau
- Tarbes

## Galerie

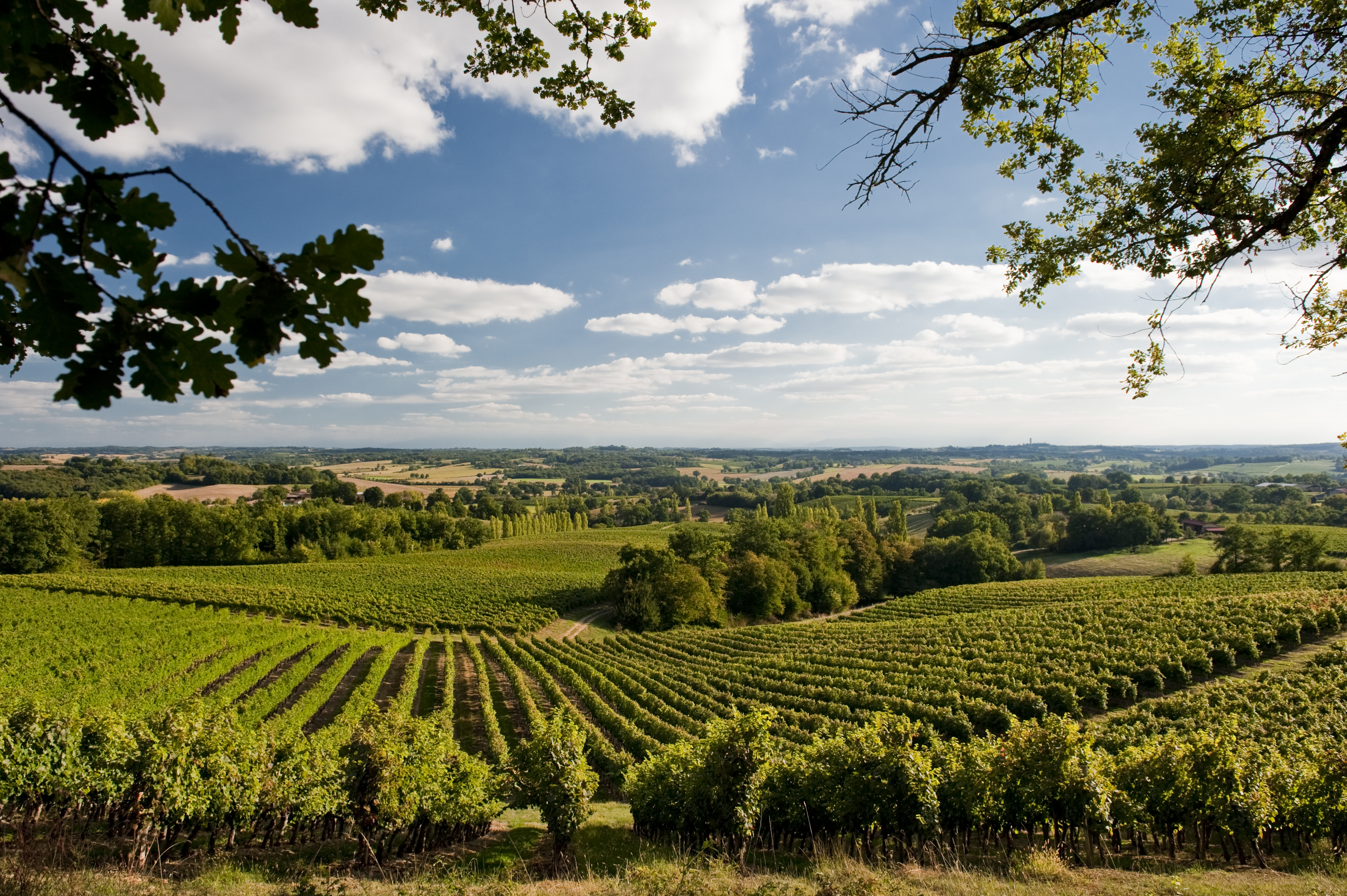
Typická gaskoňská vinice
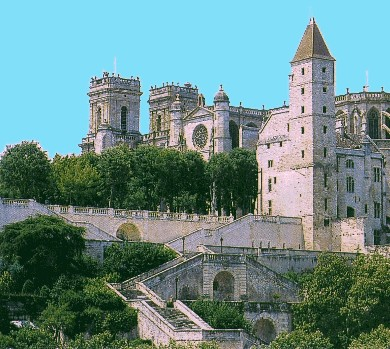
Katedrála a věž Armagnac, Auch

## Symbolika

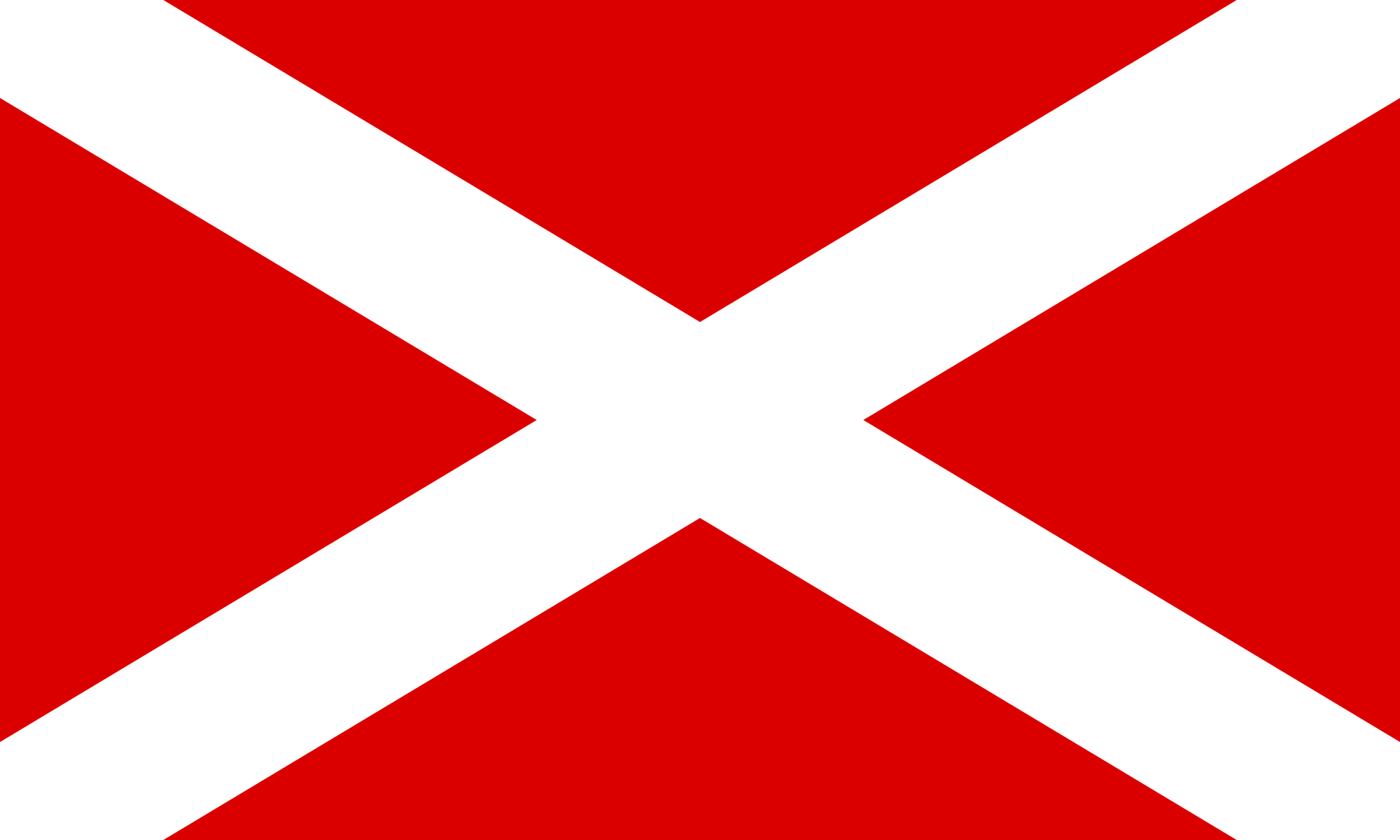
Lo Sautèr, historická vlajka Gaskoňska (také Gascon Union)
l'Esquarterat, nová vlajka Gaskoňska
Drapeau à la Dame, kulturní gaskoňská vlajka